# دانشنامه امام حسین
دانشنامه امام حسین یا با عنوان کامل «دانشنامه امام حسین علیه‌السلام بر پایه قرآن، حدیث و تاریخ: فارسی - عربی» یکی از دانشنامه‌های جهان اسلام در خصوص زندگانی فردی و اجتماعی، و نظریات دیگران دربارهٔ حسین بن علی و واقعه کربلا به دو زبان فارسی و عربی است.
این دانشنامه که از پانزده بخش و ۱۳۸ فصل (۱۶ جلد) با ترجمه فارسی تشکیل شده‌است حاصل تلاش ۱۰ ساله محمد محمدی ری‌شهری، سید محمود طباطبایی نژاد (زاده ۱۳۴۰ خ در شهر یزد)، سید روح‌الله سیدطبایی (نویسنده معاصر)، عبدالهادی مسعودی (مترجم) و همکاری پژوهشکده علوم و معارف حدیث است.
این کتاب از متقن‌ترین منابعی است که از آغاز تا انجام زندگی شخصی، اجتماعی، سیاسی حسین بن علی را مورد توجه قرار داده و با ملاحظه دقیق آیات قرآن و نقد، پالایش، تنظیم هزاران گزارش روایی و تاریخی کارآمد توانسته معرفی دقیقی از این شخصیت تاریخ‏‌ساز نمایش دهد.
مراسم رونمایی از این اثر در تاریخ ۱۹ آذرماه سال ۱۳۸۸ با حضور لطف‌الله صافی گلپایگانی، علی لاریجانی و جمعی از فرهیختگان حوزه و دانشگاه در تالار علامه مجلسی مؤسسه علمی فرهنگی دارالحدیث برگزار شد.

## بخشهای دانشنامه
دانشنامه از ۱۵ بخش اصلی تشکیل شده‌است:
1. زندگی خانواده سیدالشهدا
2. فضیلت‌ها و ویژگی‌های امام حسین
3. دلایل امامت امام حسین و فرزندانش
4. امام حسین پس از پیامبر اکرم تا شهادت پدر
5. امام حسین پس از شهادت پدر تا قیام عاشورا
6. خبر دادن پیشاپیش شهادت امام حسین
7. خروج امام حسین از مدینه تا رسیدن به کربلا
8. از رسیدن امام حسین به کربلا تا شهادت ایشان
9. وقایع پس از شهادت امام حسین
10. بازتاب شهادت امام حسین
11. فرجام کسانی که در کشتن او و یارانش نقش داشتند
12. عزاداری و گریه برای امام حسین
13. نمونه مرثیه‌هایی که در سوگ امام حسین و یارانش سروده شده‌است
14. زیارت امام حسین، مزار امام حسین
15. حکمت‌های رسیده از امام حسین